# Fujiidera

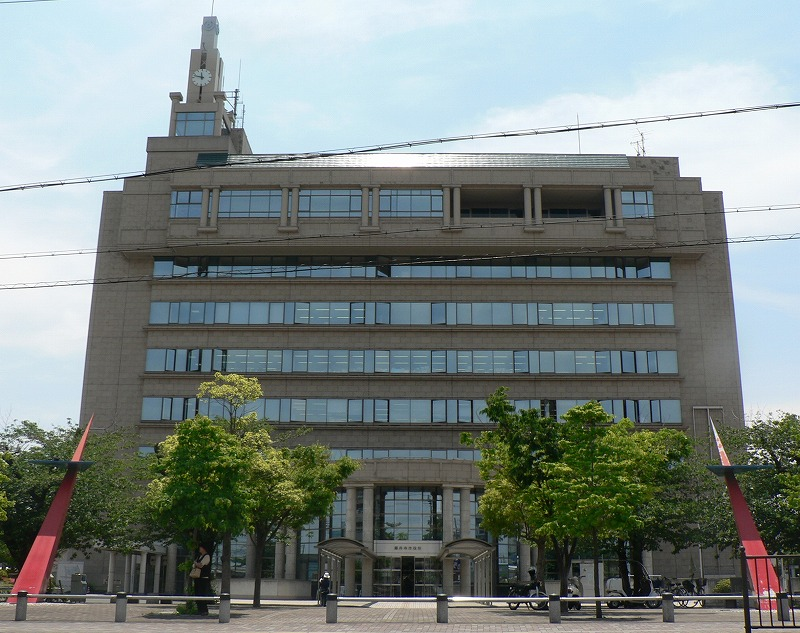
Primăria

Fujiidera (藤井寺市 Fujiidera-shi?) este un municipiu din Japonia, prefectura Osaka.